# Ahau
Ajaw ou Ahau /ɑːˈxaʊ/ ('Senhor') é um título político maia pré-colombiano atestado por inscrições epigráficas. É também o nome do vigésimo dia do tzolk'in, o calendário divinatório maia, no qual os rituais de fim de k'atun de um governante cairiam.

Logograma para o 20º dia nomeado do ciclo do calendário Tzolkin Maya, Ajaw (esta versão é típica de muitas inscrições monumentais)

## A palavra
A palavra é conhecida de várias línguas maias, tanto aquelas em uso pré-colombiano (como o maia clássico), quanto em suas línguas descendentes contemporâneas (nas quais podem ser observadas algumas pequenas variações). "Ajaw" é a ortografia modernizada na revisão padrão da ortografia maia, apresentada em 1994 pela Academia de Lenguas Mayas da Guatemala e agora amplamente adotada por estudiosos dos maias. Antes dessa padronização, era mais comumente escrito como "Ahau", seguindo a ortografia do Yucatec Maya do século XVI em transcrições espanholas (agora Yukatek no estilo modernizado).
No sistema de escrita dos hieróglifos maias, a representação da palavra ajaw poderia ser um logograma, ou soletrado silabicamente. Em ambos os casos, algumas variantes glíficas são conhecidas. Uma imagem do governante às vezes substitui o sinal do dia mais abstrato.

## Significado
Ahau denotava qualquer um da classe principal de nobres em uma política particular. Não se limitava a um único indivíduo, com significado variado como "líder", "governante", "senhor", "rei" ou "rainha", dependendo do indivíduo. Como o ajaw realizava atividades religiosas, também designava um membro do sacerdócio maia. A variante k'uhul ajaw ("senhor divino") indica um líder soberano de uma política, embora a extensão do território e a influência controlada por um ajaw variassem consideravelmente, e k'uhul ajaw também poderia ser aplicado a pessoas que, em teoria, reconheciam a soberania de outra pessoa, dinastia ou estado. Quando o título foi dado a mulheres governantes, como K'awiil Ajaw (640-681 dC) de Coba, o termo às vezes era prefixado com o sinal Ix ("mulher") para indicar seu gênero.

## Evidência mais antiga
O sítio arqueológico de Kʼo, associado à cidade maia clássica de Holmul, localizada na atual Guatemala, possui o que pode ser a tumba real do mais antigo governante maia conhecido. Este túmulo foi datado de 350-300 aC. Ele contém a evidência mais antiga da instituição do ahau nas terras baixas maias.